# Avant-garde armée révolutionnaire Palmares
L’Avant-garde armée révolutionnaire Palmares, en portugais Vanguarda Armada Revolucionária Palmares (abrégé VAR Palmares), était une guérilla d'extrême gauche brésilienne qui a combattu la dictature militaire instaurée après le coup d'État militaire de 1964. L'organisation porte le nom du Palmares, un quilombo détruit par l'artillerie portugaise en 1694. Il fut créé en juillet 1969 comme résultat de la fusion entre le Commando de libération nationale (Colina) et de l'Avant-garde populaire révolutionnaire (portugais : Vanguarda Popular Revolucionária, VPR), mené par le capitaine de l'armée brésilienne s'opposant à la dictature, Carlos Lamarca.
VAR Palmares fut démantelé en 1971 du fait de la forte répression de l'armée. Deux de ses principaux chefs ont été arrêtés et tués par le régime : Carlos Alberto Soares de Freitas, un des fondateurs du Colina, et Joaquim da Mariano Silva, un vétéran de la Ligue des paysans, « disparu » dans la prison du DOI-CODI à Rio de Janeiro.